# Pentaschistis tysonii
Pentaschistis tysonii är en gräsart som beskrevs av Otto Stapf. Pentaschistis tysonii ingår i släktet Pentaschistis och familjen gräs. Inga underarter finns listade i Catalogue of Life.